# اسکات همیلتون
اسکات همیلتون (انگلیسی: Scott Hamilton؛ زادهٔ ۲۸ اوت ۱۹۵۸) اسکیت‌باز نمایشی اهل ایالات متحده آمریکا بود.
از افتخارات وی می‌توان به کسب مدال طلا در بازی‌های المپیک زمستانی ۱۹۸۴ اشاره کرد.